# Bed of Roses (single)
"Bed of Roses" is een rocknummer van de Amerikaanse hardrock- en AOR-band Bon Jovi. Het nummer komt van het album Keep the Faith uit november 1992. Bed of Roses was wezenlijk anders dan Bon Jovi´s andere nummers, het was een power ballad. Het nummer werd op 11 januari 1993 op single uitgebracht.

## Achtergrond
De plaat werd een wereldwijde hit met als hoogste notering de 2e positie in Canada. In thuisland de Verenigde Staten bereikte de single de 10e positie van de Billboard Hot 100. In het Verenigd Koninkrijk werd de 13e positie van de UK Singles Chart bereikt. In Ierland werd de 15e positie bereikt, in Australië, Duitsland en Portugal de 10e, Nieuw-Zeeland de 13e en in de Eurochart Hot 100 de 31e positie.
In Nederland werd de plaat veel gedraaid op de landelijke radiozenders en werd een radiohit. De single bereikte de 14e positie in de Nederlandse Top 40 en de 12e positie in de destijds nieuwe publieke hitlijst op Radio 3; de Mega Top 50.
In België bereikte de plaat de 23e positie in de voorloper van de Vlaamse Ultratop 50 en de 28e positie in de Vlaamse Radio 2 Top 30. In Wallonië werd géén notering behaald.
Sinds de editie van 2005 staat de plaat genoteerd in de jaarlijkse NPO Radio 2 Top 2000 van de Nederlandse publieke radiozender NPO Radio 2, met als hoogste notering tot nu toe een 80e positie in 2007.

## Hitnoteringen

### NPO Radio 2 Top 2000
| Nummer met noteringen in de NPO Radio 2 Top 2000 | '05 | '06 | '07 | '08 | '09 | '10 | '11 | '12 | '13 | '14 | '15 | '16 | '17 | '18 | '19 | '20 | '21 | '22 | '23 | '24 |
| ------------------------------------------------ | --- | --- | --- | --- | --- | --- | --- | --- | --- | --- | --- | --- | --- | --- | --- | --- | --- | --- | --- | --- |
| Bed of Roses                                     | 112 | 112 | 80  | 160 | 151 | 127 | 133 | 157 | 188 | 203 | 212 | 200 | 209 | 199 | 180 | 164 | 157 | 175 | 182 | 190 |

1. ↑  Een vetgedrukt getal geeft de hoogste notering aan.
2. ↑  2005 was het eerste jaar met een notering voor dit nummer.